# Gloria Inés Ramírez
Gloria Inés Ramírez Rios (Filadelfia, 8 giugno 1956) è una politica, sindacalista e docente colombiana, ministra del lavoro nel governo di Gustavo Petro dal 2022.
Tra il 2006 e il 2014 aveva ricoperto la carica di senatrice della Repubblica.